# Tarta de moras

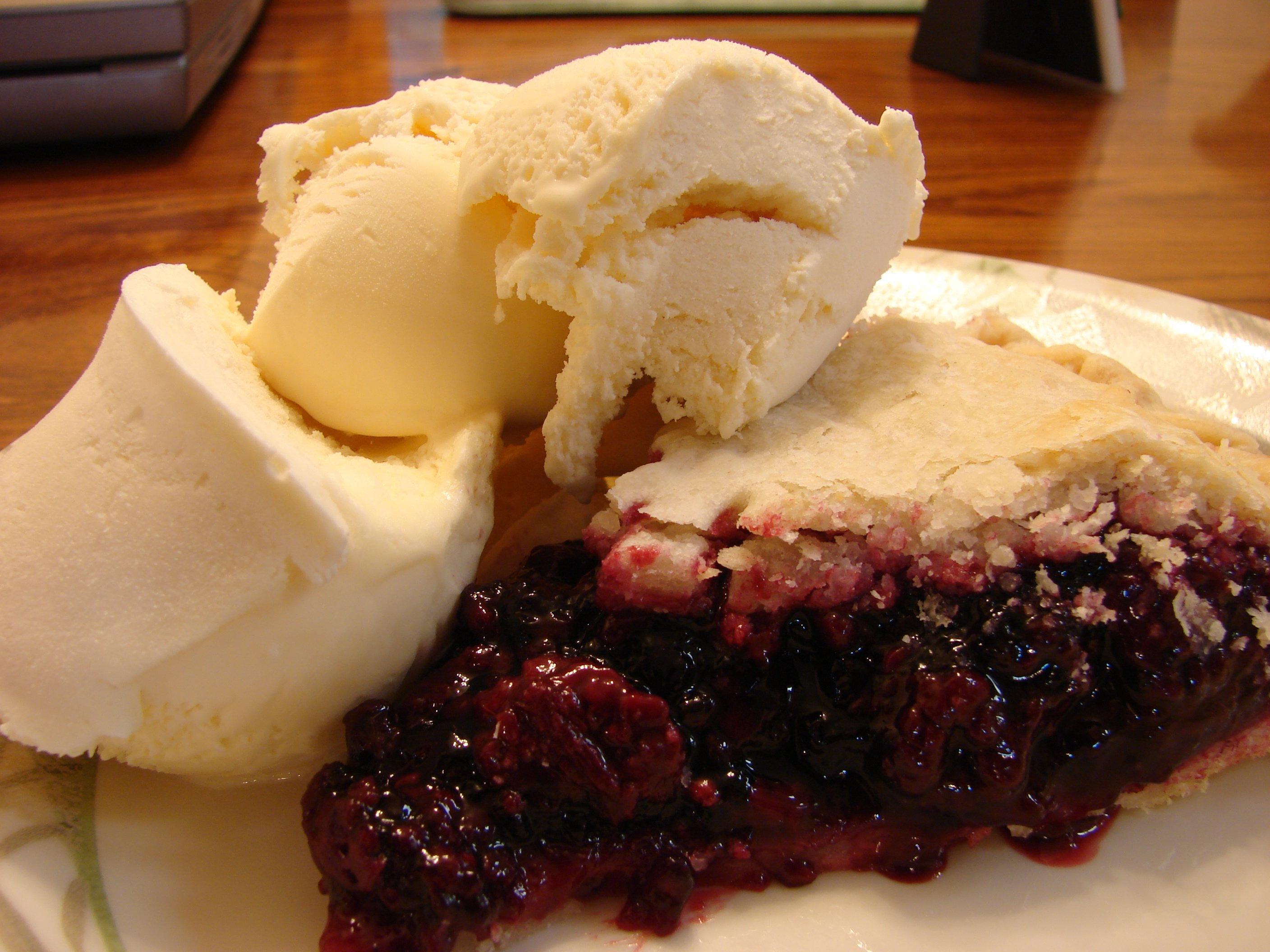
Blackberry pie and ice cream, 2006

La tarta de mora es un pastel compuesto de relleno de moras, usualmente en la forma de mermelada de mora, o las moras propiamente dichas, o alguna combinación de los mismos. La tarta de moras es más agria y requiere más azúcar que la tarta de arándanos. Las moras pueden ser o empapadas en agua antes de la cocción para prevenir quemarlo, una preocupación que no está presente en la preparación de la tarta de arándanos.